# Vincent Robert
Pour les articles homonymes, voir Robert.
Vincent Robert né en 1957 est un historien français, spécialiste du XIXe siècle.

## Biographie
Ancien élève de l'École normale supérieure (promotion L1977), agrégé d'histoire, il a consacré sa thèse à l'apprentissage de la manifestation à Lyon dans la seconde moitié du XIXe siècle sous la direction d'Yves Lequin.
Après avoir enseigné à l'IUFM de Lyon, il est aujourd'hui maître de conférence à l'Université Paris 1 Panthéon-Sorbonne et membre du Centre d'histoire du XIXe siècle.
Ses recherches portent sur l'histoire politique, culturelle et sociale du XIXe siècle français. Il s'est notamment intéressé à l'évolution des cultures politiques en se penchant sur la pratique de la manifestation et plus récemment sur celle des banquets.

## Œuvres
- Les chemins de la manifestation, 1848-1914, Lyon, Presses Universitaires de Lyon, 1996.
- Le temps des banquets : politique et symbolique d'une génération, 1818-1848, Paris, Publications de la Sorbonne, 2010  — grand prix des Rendez-vous de l'histoire 2011[2].
- (avec Maurice Carrez) Visages de la manifestation en France et en Europe, XIXe – XXIe siècles, éditions universitaire de Dijon, 2010
- La petite-fille de la sorcière : enquête sur la culture magique dans les campagnes au temps de George Sand, Paris, Les Belles Lettres, 2015.